# 마르틴 데미첼리스
마르틴 데미첼리스(스페인어: Martín Gastón Demichelis, 1980년 12월 20일 ~ )는 아르헨티나의 전 축구 선수로, 포지션은 센터백이지만 가끔 수비형 미드필더를 맡는 경우도 있었다. 현재는 몬테레이의 축구 감독이다.
프로 경력의 대부분을 독일 바이에른 뮌헨에서 보냈으며 뮌헨에서 11개 대회의 트로피를 들어올렸다. 그 외 자국의 리버 플레이트와 스페인의 말라가에서도 활동하였다.
아르헨티나 국가대표로 총 51경기에 출장하였으며 2010년 FIFA 월드컵, 2014년 FIFA 월드컵에 아르헨티나 국가대표로도 활약하였다.

## 국가대표팀 경력
데미첼리스는 2005년 FIFA 컨페더레이션스컵을 통해 메이저 대회에 데뷔했다. 이후 국가대표팀에 부름을 받지 못했지만, 2008년 지휘봉을 잡은 디에고 마라도나 감독의 부름을 받고 2010년 FIFA 월드컵까지 주전 센터백으로 활약했다. 특히 대한민국과의 조별리그 2차전에서 전반 추가시간에 이청용에 실점을 내주면서 팬들의 비난을 받기도 했지만, 그리스와의 최종전에서 후반 41분에 결승골을 기록하면서 2대 0 승리와 함께 조별리그 전승으로 16강 진출을 이끌었다. 그러나 독일과의 8강전에서 감독의 비효율적인 전술 때문에 상대 선수들한테 공략당했고, 이는 대표팀의 4대 0 참패로 이어졌다.

## 수상
리버 플레이트
- 아르헨티나 프리메라 디비시온: 2001-02, 2002-03

 바이에른 뮌헨
- 푸스발-분데스리가: 2004-05, 2005-06, 2007-08, 2009-10
- DFB-포칼: 2004-05, 2005-06, 2007-08, 2009-10
- DFB-리가포칼: 2004, 2007
- DFL-슈퍼컵: 2010
- 챔피언스리그: 준우승 2009-10

 맨체스터 시티
- 프리미어리그 : 우승 (2013-14)
- 풋볼 리그 컵 : 우승 (2013-14)

 아르헨티나
- FIFA 컨페더레이션스컵 : 준우승 (2005)
- FIFA 월드컵 : 준우승 (2014)
- 코파 아메리카 : 준우승 (2015)